# Rataje Most
Rataje Most – dawny przystanek kolejki wąskotorowej w Szczucinie, w gminie Szczucin, w powiecie dąbrowskim, w województwie małopolskim.